# Alfred Matt
Alfred Matt, né le 11 mai 1948 à Zams, est un skieur alpin autrichien.
Il s'est aujourd'hui reconverti dans l'hôtellerie et tient un bistrot, le "Fredls Stadl", à Pettnau, petit village du Tyrol.

## Palmarès

### Jeux olympiques
| Épreuve / Édition | Descente | Géant | Slalom |
| JO 1968 Grenoble  | —        | —     | Bronze |
| JO 1972 Sapporo   | —        | —     | 14e    |

### Championnats du monde
| Épreuve / Édition | Descente | Géant | Slalom | Combiné |
| JO 1968 Grenoble  | —        | —     | Bronze | —       |
| JO 1972 Sapporo   | —        | —     | 14e    | —       |

### Coupe du monde
- Meilleur résultat au classement général : 4e en 1969
  - Vainqueur de la coupe du monde de slalom en 1969
  - 2 victoires : 2 slaloms

#### Saison par saison
- Coupe du monde 1968 :
  - Classement général : 13e
- Coupe du monde 1969 :
  - Classement général : 4e
    - Vainqueur de la coupe du monde de slalom
    - 2 victoires en slalom : Berchtesgaden et Mont Sainte-Anne
- Coupe du monde 1971 :
  - Classement général : 31e
- Coupe du monde 1972 :
  - Classement général : 46e
- Coupe du monde 1973 :
  - Classement général : 28e

### Arlberg-Kandahar
- Vainqueur du slalom 1969 à Sankt Anton